# Стэнтон, Гарри Дин
Га́рри Дин Стэ́нтон (англ. Harry Dean Stanton; 14 июля 1926 — 15 сентября 2017) — американский киноактёр, музыкант и певец. Карьера Стэнтона длилась более чем 60 лет, в течение которых он появился в таких фильмах как «Хладнокровный Люк», «Герои Келли», «Диллинджер», «Крёстный отец 2», «Чужой», «Побег из Нью-Йорка», «Кристина», «Париж, Техас», «Конфискатор», «Девушка в розовом», «Последнее искушение Христа», «Дикие сердцем», «Простая история», «Зелёная миля», «Альфа Дог», «Внутренняя империя» и других.

## Биография
Родился в Уэст-Ирвайне, штат Кентукки. Отец фермер и цирюльник, мать — повар. Когда Гарри был старшеклассником, его родители развелись, и позже оба вступили в новый брак. У Стэнтона было два младших брата Арчи и Ральф, а также младший сводный брат Стэн.
Учился в Университете Кентукки и Пасадена Плэйхаус. Участник Второй мировой войны, ветеран военно-морских сил США. Служил поваром на борту десантного корабля LST-970 во время битвы за Окинаву.
Стэнтон появлялся как в независимом кино, так и в культовых фильмах («Двухполосное шоссе», «Бойцовский петух», «Побег из Нью-Йорка», «Конфискатор»), а также многих популярных голливудских постановках, в том числе «Хладнокровный Люк», «Крёстный отец 2», «Чужой», «Красный рассвет», «Альфа Дог», «Девушка в розовом», экранизации романов Стивена Кинга «Кристина» и «Зелёная миля». Он был любимым актёром Сэма Пекинпы, Джона Милиуса, Дэвида Линча и Монте Хеллмана, его близкими друзьями были Фрэнсис Форд Коппола и Джек Николсон. Он был шафером на свадьбе Николсона в 1962 году.
По словам агента Стэнтона, актёр умер в больнице Лос-Анджелеса от естественных причин.

## Карьера
Первое появление Стэнтона на телевидении было в сериале «Inner Sanctum» в 1954 году, а дебютным фильмом стал вестерн «Тропа томагавков» 1957 года. Он появился в роли пулемётчика (в титрах не указан) в самом начале фильма «Высота Порк Чоп Хилл» (1959). Стэнтон принял небольшое участие в вестерне 1962 года «Как был завоёван Запад» в качестве члена банды Ганта. Затем была второстепенная роль битника в фильме «Человек из обеденного клуба» (1963). В начале карьеры он был известен под именем Дин Стэнтон, чтобы избегать путаницы с актёром Гарри Стэнтоном.
Прорывом в карьере стала главная роль в фильме Вима Вендерса «Париж, Техас» (1984). Драматург Сэм Шепард, сценарист этого фильма, заметил Стэнтона в баре в Санта-Фе (Нью-Мексико) в 1983 году, когда они оба присутствовали на кинофестивале в этом городе. Спустя некоторое время после их разговора Шепард позвонил Стэнтону и предложил сыграть главную роль Трэвиса Хендерсона.
Он часто появлялся на телевидении, в том числе восемь появлений между 1958 и 1968 в сериале CBS «Дымок из ствола», четыре в «Сыромятной плети», два в «Бонанза» и одно в «Стрелке». Также было камео в «Два с половиной человека» (он ранее играл с актёрами из этого сериала — Джоном Крайером в «Девушке в розовом» и Чарли Шином в «Красном рассвете»). Начиная с 2006 года Стэнтон играл роль Романа Гранта, пророка и лидера полигамной секты в сериале HBO «Большая любовь».
Стэнтон также иногда гастролировал по клубам как певец и гитарист, исполняя преимущественно каверы в кантри-стиле. Он появлялся в музыкальном видео Дуайта Йокама «Sorry You Asked», также изобразил владельца кантины в видео Рая Кудера «Get Rhythm» и участвовал в видео Боба Дилана «Dreamin' of You». Он сотрудничал с такими исполнителями как Дилан, Арт Гарфанкел и Крис Кристофферсон.
В 2010 году Стэнтон появился в одном эпизоде шоу NBC «Чак» повторив свою роль конфискатора из одноимённого фильма 1984 года. В 2012 году у него были небольшие эпизодические роли в фильмах «Мстители» и «Семь психопатов». В 2013 году он появился в небольшой роли в фильме «Возвращение героя».
Он участвовал в съемках мини-сериала Showtime «Твин Пикс: Возвращение» (2017) — продолжении сериала Дэвида Линча 1990—1991 годов, где вернулся к роли Карла Родда из фильма «Твин Пикс: Огонь, иди со мной». Его последним фильмом стал режиссёрский дебют Джона Кэррола Линча — фильм «Счастливчик» (2017), где он сыграл главную роль.

## Избранная фильмография
| Год       |    | Русское название                       | Оригинальное название              | Роль                                          |
| --------- | -- | -------------------------------------- | ---------------------------------- | --------------------------------------------- |
| 1956      | ф  | Не тот человек                         | The Wrong Man                      | сотрудник отдела исправительных учреждений    |
| 1957      | ф  | Бунт в форте Ларами                    | Revolt at Fort Laramie             | Ринти                                         |
| 1958      | ф  | Голос в зеркале                        | Voice in the Mirror                | истерический пациент в психиатрической палате |
| 1958      | ф  | Гордый бунтарь                         | The Proud Rebel                    | Джеб Берли                                    |
| 1959      | ф  | Высота Порк Чоп Хилл                   | Pork Chop Hill                     | пулемётчик                                    |
| 1959      | ф  | Партизаны                              | The Jayhawkers!                    | заместитель Смолвуда                          |
| 1960      | ф  | Приключения Гекльберри Финна           | The Adventures of Huckleberry Finn | охотник за рабами                             |
| 1966      | ф  | Побег в никуда                         | Ride in the Whirlwind              | Слепой Дик                                    |
| 1967      | ф  | Хладнокровный Люк                      | Cool Hand Luke                     | бродяга                                       |
| 1967      | ф  | Полуночная жара                        | In the Heat of the Night           | полицейский                                   |
| 1970      | ф  | Герои Келли                            | Kelly’s Heroes                     | рядовой Уиллард                               |
| 1970      | ф  | Возмутители спокойствия                | The Rebel Rousers                  | Рэндольф Халверсон                            |
| 1971      | ф  | Двухполосное шоссе                     | Two-Lane Blacktop                  | Пассажир из Оклахомы                          |
| 1973      | ф  | Диллинджер                             | Dillinger                          | Гомер Ван Митр                                |
| 1973      | ф  | Пэт Гэрретт и Билли Кид                | Pat Garrett and Billy the Kid      | Люк                                           |
| 1974      | ф  | Бойцовский петух                       | Cockfighter                        | Джек Бёрк                                     |
| 1974      | ф  | Крёстный отец 2                        | The Godfather, Part 2              | агент ФБР                                     |
| 1975      | ф  | Прощай, моя красавица                  | Farewell, My Lovely                | детектив Билли Ролф                           |
| 1976      | ф  | Излучины Миссури                       | The Missouri Breaks                | Кэл                                           |
| 1977      | ф  | Испытательный срок                     | Straight Time                      | Джерри Ши                                     |
| 1978      | ф  | Укуренные                              | Up in Smoke                        | полицейский                                   |
| 1979      | ф  | Чужой                                  | Alien                              | Брэтт, механик                                |
| 1979      | ф  | Мудрая кровь                           | Wise Blood                         | Аса Хоукс                                     |
| 1980      | ф  | Прямой репортаж о смерти               | La mort en direct                  | Винсент Ферриман                              |
| 1980      | ф  | Рядовой Бенджамин                      | Private Benjamin                   | Джим Баллард                                  |
| 1981      | ф  | Побег из Нью-Йорка                     | Escape from New York               | Гарольд «Мозг» Хеллман                        |
| 1982      | ф  | Молодость, больница, любовь            | Young Doctors in Love              | доктор Оливер Людвиг                          |
| 1983      | ф  | От всего сердца                        | One from the Heart                 | Мо                                            |
| 1983      | ф  | Кристина                               | Christine                          | Рудольф Дженкинс, детектив                    |
| 1984      | ф  | Париж, Техас                           | Paris, Texas                       | Трэвис Хендерсон                              |
| 1984      | ф  | Конфискатор                            | Repo Man                           | Бад                                           |
| 1984      | ф  | Красный рассвет                        | Red Dawn                           | Том Экерт                                     |
| 1985      | ф  | Одно волшебное Рождество               | One Magic Christmas                | рождественский ангел Гидеон                   |
| 1985      | ф  | Почему дураки влюбляются               | Fool for Love                      | старик                                        |
| 1986      | ф  | Девушка в розовом                      | Pretty in Pink                     | Джек Уолш                                     |
| 1988      | ф  | Последнее искушение Христа             | The Last Temptation of Christ      | апостол Павел                                 |
| 1988      | ф  | Звёзды и полосы                        | Stars and Bars                     | Лумис Джадж                                   |
| 1989      | ф  | Задумай маленькую мечту                | Dream A Little Dream               | Айк Бейкер                                    |
| 1989      | ф  | Смерч                                  | Twister                            | Кливленд                                      |
| 1990      | ф  | Четвёртая война                        | The Fourth War                     | генерал Хэкворд                               |
| 1990      | ф  | Дикие сердцем                          | Wild at Heart                      | Джонни Фаррагут                               |
| 1992      | ф  | Твин Пикс: Сквозь огонь                | Twin Peaks: Fire Walk with Me      | Карл Родд                                     |
| 1992      | ф  | Людские неприятности                   | Man Trouble                        | Реймонд Лейлс                                 |
| 1993      | ф  | Номер в гостинице                      | Hotel Room                         | Мо                                            |
| 1994      | тф | Спиной к стене                         | Against The Wall                   | Хэл                                           |
| 1995      | ф  | Никогда не разговаривай с незнакомцами | Never Talk to Strangers            | Макс Чески                                    |
| 1996      | ф  | Убрать перископ                        | The Down Periscope                 | механик Говард                                |
| 1997      | ф  | Огонь из преисподней                   | Fire Down Below                    | Коттон Гарри                                  |
| 1997      | ф  | Она прекрасна                          | She’s So Lovely                    | Тони «Шорти» Руссо                            |
| 1998      | ф  | Страх и ненависть в Лас-Вегасе         | Fear and Loathing in Las Vegas     | судья                                         |
| 1998      | ф  | Великан                                | The Mighty                         | Грим                                          |
| 1999      | ф  | Простая история                        | The Straight Story                 | Лайл                                          |
| 1999      | ф  | Зелёная миля                           | The Green Mile                     | Ту-ту, старик-уборщик                         |
| 2000      | ф  | Человек, который плакал                | The Man Who Cried                  | Феликс                                        |
| 2001      | ф  | Обещание                               | The Pledge                         | Флойд Кейдж                                   |
| 2003      | ф  | Управление гневом                      | Anger Management                   | Blind man                                     |
| 2004      | ф  | Большая кража                          | The Big Bounce                     | Боб Роджерс-старший                           |
| 2005      | ф  | История Уэнделла                       | The Wendell Baker Story            | Скип Саммерс                                  |
| 2006      | ф  | Внутренняя империя                     | Inland Empire                      | Фредди Хауард                                 |
| 2006      | ф  | Вскрытие пришельца                     | Alien Autopsy                      | Харви                                         |
| 2006      | ф  | Альфа Дог                              | Alpha Dog                          | Космо Гадабити                                |
| 2006—2010 | с  | Большая любовь                         | Big Love                           | Роман Грант                                   |
| 2009—2009 | с  | Алиса в Стране чудес                   | Alice                              | Гусеница                                      |
| 2009      | мф | Ранго                                  | Rango                              | Бальтазар, крот                               |
| 2011      | ф  | Где бы ты ни был                       | This Must Be the Place             | Роберт Плат                                   |
| 2012      | ф  | Мстители                               | The Avengers                       | охранник                                      |
| 2012      | ф  | Семь психопатов                        | Seven Psychopaths                  | человек в чёрной шляпе                        |
| 2013      | ф  | Возвращение героя                      | The Last Stand                     | Парсонс                                       |
| 2013—2014 | с  | Старость — не радость                  | Getting On                         | Леонард Батлер                                |
| 2017      | с  | Твин Пикс                              | Twin Peaks                         | Карл Родд                                     |
| 2017      | ф  | Счастливчик                            | Lucky                              | Счастливчик                                   |